# Thijs Mauve
Thijs Mauve (Scheveningen, 26 november 1915 – Milton Combe (Devon, Engeland), 10 november 1996) was een Nederlands kunstenaar.  Hij was onder meer kunstschilder (olieverf en aquarel), graficus, illustrator, houtgraveur, boekbandontwerper en vervaardiger van een aantal ex libris.

## Leven en werk
Mauve volgde in Den Haag de HBS en later in dezelfde stad de Hogeschool voor de Kunsten. Hij was lid van Pulchri Studio in Den Haag en Arti et Amicitiae in Amsterdam. "Het landschap" in het algemeen, en het landschap van zijn woonomgeving in het bijzonder, was zijn voornaamste onderwerp en inspiriatiebron.
Hij signeerde zijn werk vaak met "Th Mauve" of "ThMauve". Ook werkte hij onder het pseudoniem Theo Mijdrecht.
In 1943 kwam hij in Lunteren (gemeente Ede) terecht waar hij zich na de Tweede Wereldoorlog vestigde. In 1979 verhuisde hij naar Devon aan de zuidkust van Engeland, waar hij tot zijn dood in 1996 woonde en werkte. Hij maakte een aantal buitenlandse reizen naar onder andere Kenia, Australië en Nieuw-Zeeland.
Mauve vervaardigde een groot aantal houtgravures. Een voorbeeld is zijn illustratie in het boek van Novalis, Genius van de Zang, uitgegeven in 1941 door de Wereldbibliotheek-vereniging.
Hij was een kleinzoon van de bekende kunstschilder Anton Mauve (1838-1888).
- Biografisch Portaal: 57553633
- Digitale Bibliotheek voor de Nederlandse Letteren: mauv005
- Gemeinsame Normdatei: 1036967344
- International Standard Name Identifier: 0000 0003 8753 025X
- Library of Congress Control Number: no2018007881
- Nationale Bibliotheek van Tsjechië: xx0219148
- Nederlandse Thesaurus van Auteursnamen: 073585998
- RKD-Nederlands Instituut voor Kunstgeschiedenis: 54140
- Virtual International Authority File: 280521177
- WorldCat: E39PBJqqkB36rQqmT3tdXd7j4q